# Фешин, Николай Иванович
Никола́й Ива́нович Фе́шин (англ. Nicolai Fechin; 26 ноября [8 декабря] 1881, Казань, Российская империя — 5 октября 1955, Санта-Моника, Калифорния, США; в 1976 году перезахоронен в Казани) — русский и американский художник (живописец, график, скульптор, резчик), представитель импрессионизма и модерна.
Окончил Высшее художественное училище при Императорской Академии художеств в мастерской И. Е. Репина, в дальнейшем вернулся в Казань и преподавал в Казанской художественной школе, ныне носящей его имя. В 1916 году избран академиком Императорской Академии художеств. В 1923 году эмигрировал с семьёй в США, где прожил до самой смерти в 1955 году. В 1976 году дочь — американская балерина, арт-терапевт и искусствовед Ия Николаевна Фешина (1914—2002) — перезахоронила прах отца в Казани. Фешин был достаточно известен в России и СССР, в США считается национальным американским живописцем. Создал более двух тысяч произведений, которые находятся в коллекциях более тридцати музеев в США, не считая частных собраний. Самое большое собрание работ Николая Фешина в России (189) находится в Художественной галерее «Хазинэ» в Казанском кремле. Его творчество представлено также в Чувашском государственном художественном музее, в также в музеях Санкт-Петербурга, Козьмодемьянска, Кирова, в частных собраниях.

## Биография

### Происхождение и становление
Николай Иванович Фешин родился в Казани 26 ноября 1881 года (по старому стилю) в семье резчика иконостасов Ивана Александровича Фешина, владельца собственной мастерской. Отец был родом из Арзамаса, его родичи происходили из деревни Пушкарка, основанной сосланными из Москвы мятежными пушкарями ещё в XVI веке. Мать — Прасковья Викторовна Чистова, происходила из Костромы. Мастерская Ивана Фешина в те годы удостаивалась серебряных наград местных научно-промышленных выставок «за высокое качество работ и разнообразие рисунков».

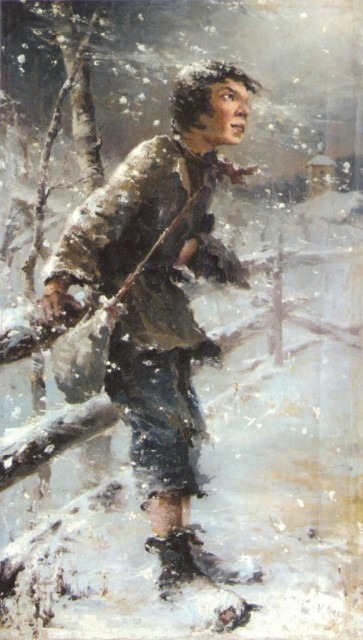
«Беспризорник» — ученическая работа Н. Фешина. 1890-е годы. Казань, Национальная художественная галерея «Хазинэ»

В возрасте четырёх лет Николай заболел менингитом и провёл в коме две недели. Согласно семейной легенде, приводимой Фешиным в «Автобиографии», медики посоветовали родителям молиться о чуде; отец, хорошо известный в среде духовенства, договорился, чтобы домой принесли из Благовещенского собора чудотворную Тихвинскую икону Богоматери. Николай после этого пошёл на поправку, однако болезнь сделала мальчика замкнутым и одиноким. Проявляя с раннего возраста талант рисовальщика, он оказался полностью сконцентрированным на искусстве.
Первые опыты самостоятельного творчества Николая Фешина прослеживаются с шестилетнего возраста, сохранился альбом орнаментов того времени. С 9 лет Николай стал работать в мастерской отца, принимая участие в исполнении заказов. Дарование мальчика было замечено первым директором Казанской художественной школы Н. Н. Бе́льковичем — будущим тестем художника.
И. А. Фешин не обладал предпринимательской жилкой и, несмотря на известность, разорился, за долги пришлось отдать всю имевшуюся собственность. Он стал ездить по деревням на заработки, семья оставалась в городе, испытывая большую нужду. Тем не менее, сын смог получить начальное образование в публичной школе. Сам Николай Фешин вспоминал, что первый заработок ему принёс чертёж иконостаса, сделанный в 13-летнем возрасте, на эти деньги (10 рублей) был сшит школьный костюм.
В 1895 году в Казани открылась художественная школа, в первый набор которой попал и Фешин. На этом настоял отец, желавший, чтобы сын стал художником. К тому времени семья распалась: измученная нуждой Прасковья Фешина уехала к родителям в Кострому, Иван Фешин тоже покинул Казань и был не в состоянии помогать сыну. Несмотря на это, до конца жизни отец был для Николая высшим авторитетом. 14-летний Николай Фешин остался один в Казани, живя впроголодь и не имея постоянного заработка, некоторую помощь оказывал ему дядя по отцовской линии, владевший скипидарным заводом в деревне Кушня в 100 верстах от Казани. Отсюда проистекал интерес Фешина к жизни и быту марийцев, населявших эти места. Бо́льшую часть своего времени Фешин проводил в школе, в Казани сохранились его ученические картины маслом, в частности, «Искушение» на евангельский сюжет.

### Академия художеств (1900—1909)

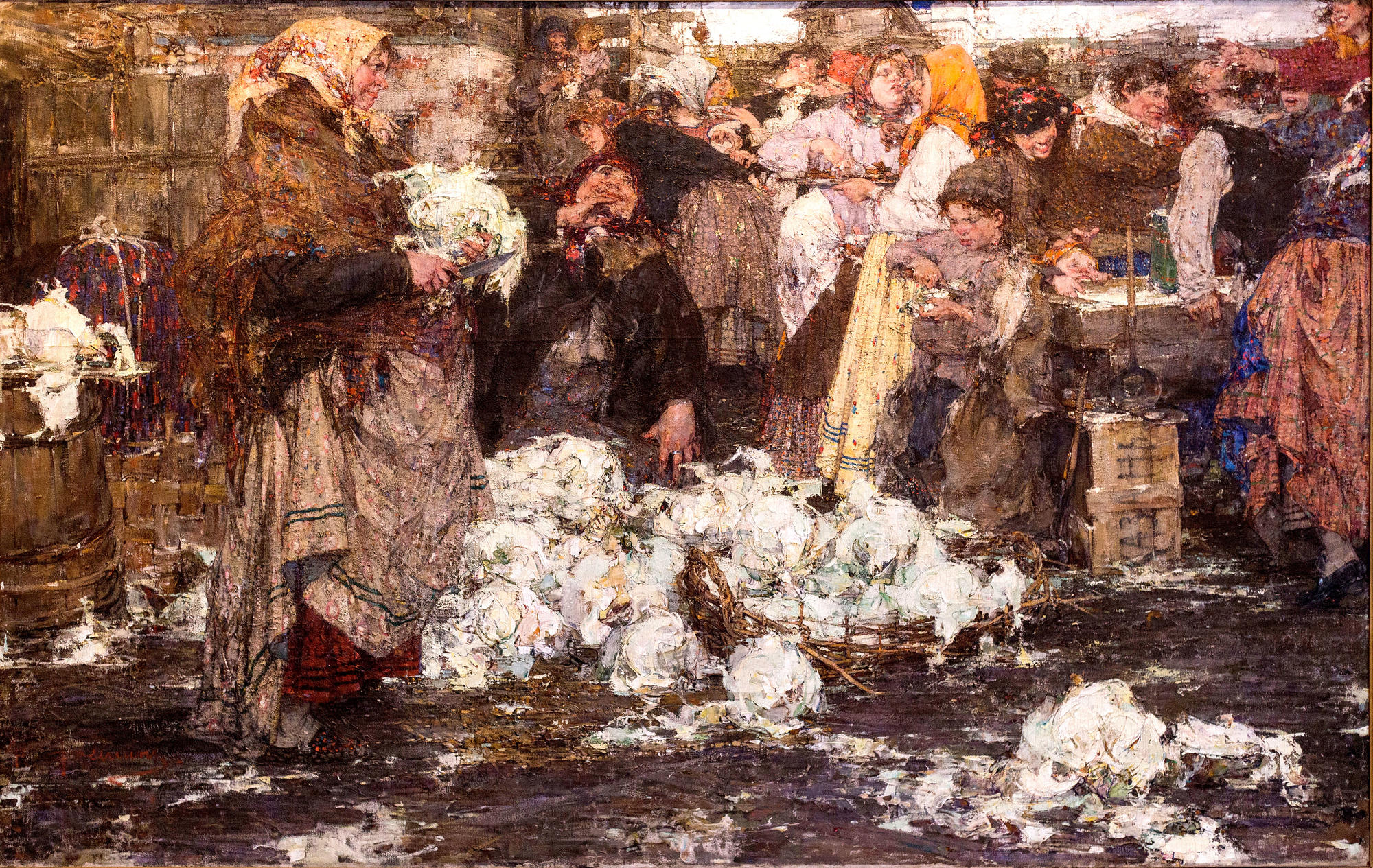
«Капустница» (1909) — конкурсная (дипломная) работа Н. И. Фешина. Санкт-Петербург, музей Академии художеств

В 1900 году Фешин окончил Казанскую художественную школу и отправился в Санкт-Петербург поступать в Императорскую Академию художеств, по результатам вступительных испытаний оказавшись вторым. Среди его сокурсников были Б. Анисфельд, И. Бродский, Д. Бурлюк, А. Савинов и многие другие. В первые два года обучения его занятиями руководили Г. Р. Залеман и П. Е. Мясоедов. Учебные академические рисунки Фешина не сохранились.
Н. И. Фешин по бедности не вносил платы за обучение в Академии и питался в бесплатной столовой. Средства к существованию давали ему эскизы для афиш, программ балов и маскарадов и даже пригласительных билетов, на изготовление которых объявлялся конкурс. Декоративные работы Н. И. Фешина по образному строю принадлежали модерну. По воспоминаниям, он с 1902 года сотрудничал с журналами «Шут» и «Вольница» как иллюстратор, но самые ранние из сохранившихся рисунков — карикатуры из народной жизни с юмористическими подписями — относятся к 1904 году. Это печатные воспроизведения, оригиналы утрачены.

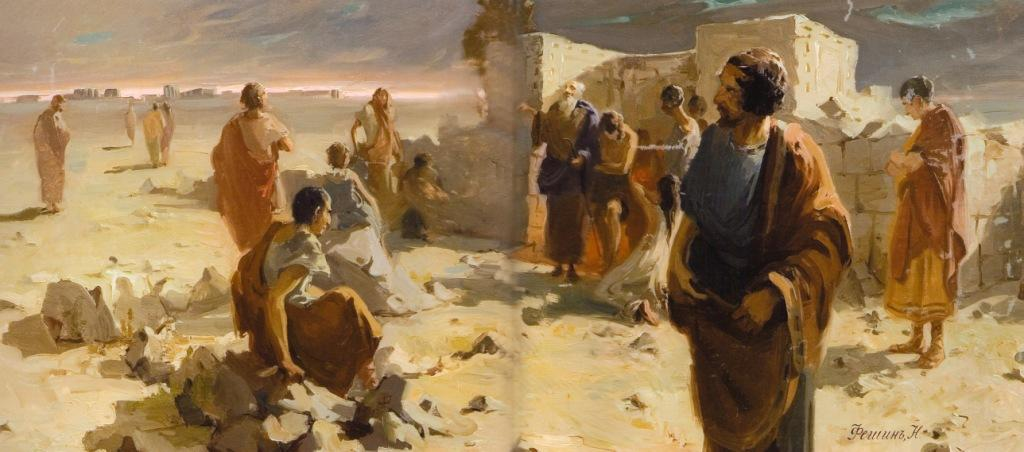
«Выход из катакомб после моления» (1903). Санкт-Петербург, Музей Академии художеств

В 1903 году Фешин поступил в мастерскую И. Е. Репина — самую многочисленную в Академии и самую популярную среди учащихся (в ней состояло до 70 человек). Учебный эскиз первого года обучения у Репина — «Выход из катакомб после моления» — был отмечен советом Академии, художнику была присуждена первая премия. Данный эскиз должен был отвечать, помимо всего прочего, ряду формальных правил, в частности, демонстрировать умение передачи трёхмерного пространства на плоскости холста с использованием законов линейной и воздушной перспективы и т. д.
В период обучения в Академии каждое лето Фешин проводил в родных местах, живя у дяди в Кушне или в Чебоксарах у родственников Тепловых. К периоду 1904—1906 годов относится ряд портретов родственников и знакомых, в них заметны технические приёмы, которые позднее развились у Фешина в индивидуальную стилевую систему — стремление к широкому, свободному письму. Во время пребывания в 1904 году во Мстёре Фешин впервые занялся педагогической деятельностью, поработав в местной иконописной школе. В 1904 году Фешин познакомился с инженером Н. Ижитским, который уговорил его поехать в Сибирь — в Южно-Енисейскую тайгу; в Петербург он вернулся в начале 1905 года. Художник не остался в стороне от революционных событий: к 1905—1907 годам относятся его эскизы «Выход с фабрики», «1905 год на заводе», «Расстрел». На очередную весеннюю выставку в Академии 1906 года цензор не пропустил работы Бродского, Шлуглейта и Фешина на революционную тему. В том же 1906 году Фешин получил приглашение руководить рисовальными классами при императорских фарфоровом и стекольном заводах, но отклонил его.
В 1907 году И. Е. Репин из-за конфликта покинул Академию художеств, Николай Иванович Фешин был в числе 50 студентов, подписавших письмо с просьбой не оставлять преподавания. Фешин высоко оценивал его качества как педагога:

…Как я вспоминаю, Репин никогда не подавлял своим мнением индивидуальности студента, напротив, как большой художник, он всегда ценил в нём более или менее оригинальное… Он никогда не пытался «учить», считая это ненужным для людей с техническим опытом и типом мышления, которыми студенты уже были, поступая в Академию. Однако его советы как мастера всегда имели исключительную ценность и силу логики. Казалось, что он видит не только работу, но и душу художника.
Репин недолюбливал Фешина, что не помешало ему много лет спустя назвать Фешина «наиболее талантливым в числе современных живописцев». Все исследователи творчества Фешина писали о влиянии на него Репина, в частности, американская художница и биограф Мэри Бэлком отмечала, что именно через Репина Фешин познакомился с импрессионизмом. Вместе с тем Фешин не мог быть прямым последователем Репина; приняв базовые репинские принципы творчества, он многое в них переосмыслил:

Лично я всегда старался выразить сюжет технически, строя свою работу на основе технического выполнения, как музыкант-виртуоз, а не как музыкант-композитор.
Примечательно, что на фешинские художественные интересы Петербург — с его историко-культурной средой и духовной атмосферой — не оказал практически никакого влияния, что указывает на исключительно раннее его развитие и цельность художественной натуры.

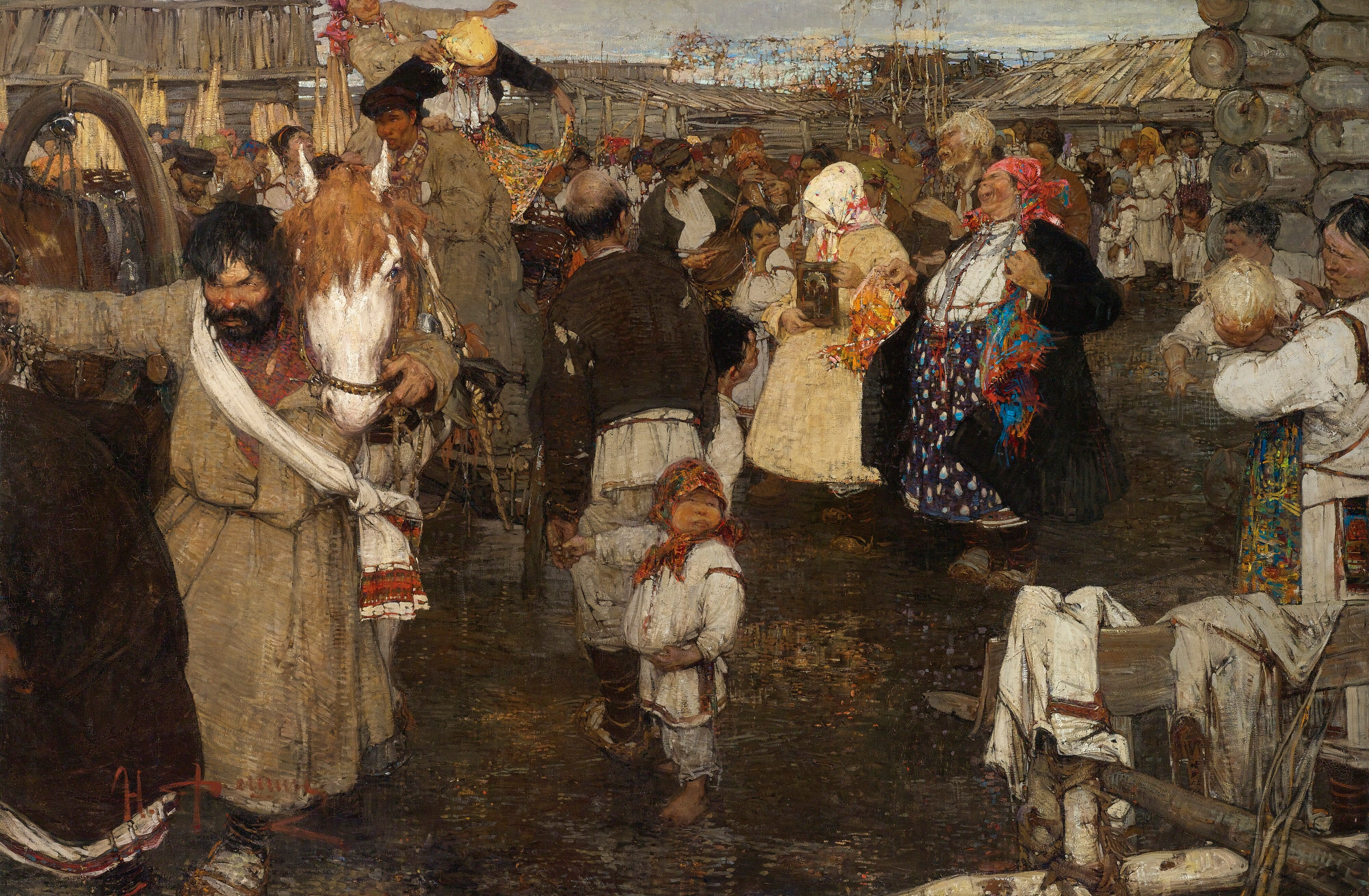
«Черемисская свадьба» (1908). Россия, частное собрание

Уход Репина из Академии оказался толчком для раскрытия фешинской индивидуальности. Два последних года, проведённых в Академии, Фешин много читал и экспериментировал с грунтами и красками. В частности, он отказался от использования готового масляного грунта, заменив его казеиновым или желатиновым собственного изготовления, наряду с кистями он использовал мастихины. Всё это привело к усвоению более широкой и свободной манеры письма. Фактура живописной поверхности отныне включалась Фешиным в арсенал художественных приёмов.
По мнению Г. П. Тулузаковой, «Фешин становится Фешиным» с создания в 1908 году картины «Черемисская свадьба». Лето 1908 года Н. И. Фешин провёл в марийской деревне Липша, где собрал много художественного материала, который и обработал в казанском доме дяди. В качестве сюжета художник выбрал момент увоза молодой из родительского дома, происходящий на глазах всей деревни. Важную роль в картине играли контрасты, обозначенные на разных уровнях, — внешнего действа, подчёркнуто некрасивых лиц, серого пейзажа, динамики толпы второго плана и статики фигур первого плана, хроматического и ахроматического. На весенней академической выставке 1909 года «Черемисская свадьба» была удостоена I премии им. Куинджи и была отправлена на выставку в Мюнхен. Работа вызвала неприятие немецкой публики и пренебрежительные отзывы критиков. Так, И. Евсеев писал: «Просто досадно, что этот художник при всех его достоинствах живописца, видимо, с умыслом коверкает рисунок и в утрировке доходит до смешного». Далее критик жаловался, что ему «стыдно за эту карикатуру на русскую жизнь». В 1910 году «Черемисская свадьба» была выставлена в Институте Карнеги (Питтсбург, США), где её приобрёл финансист Уильям Стиммел, начавший с тех пор целенаправленно собирать коллекцию произведений Н. Фешина.

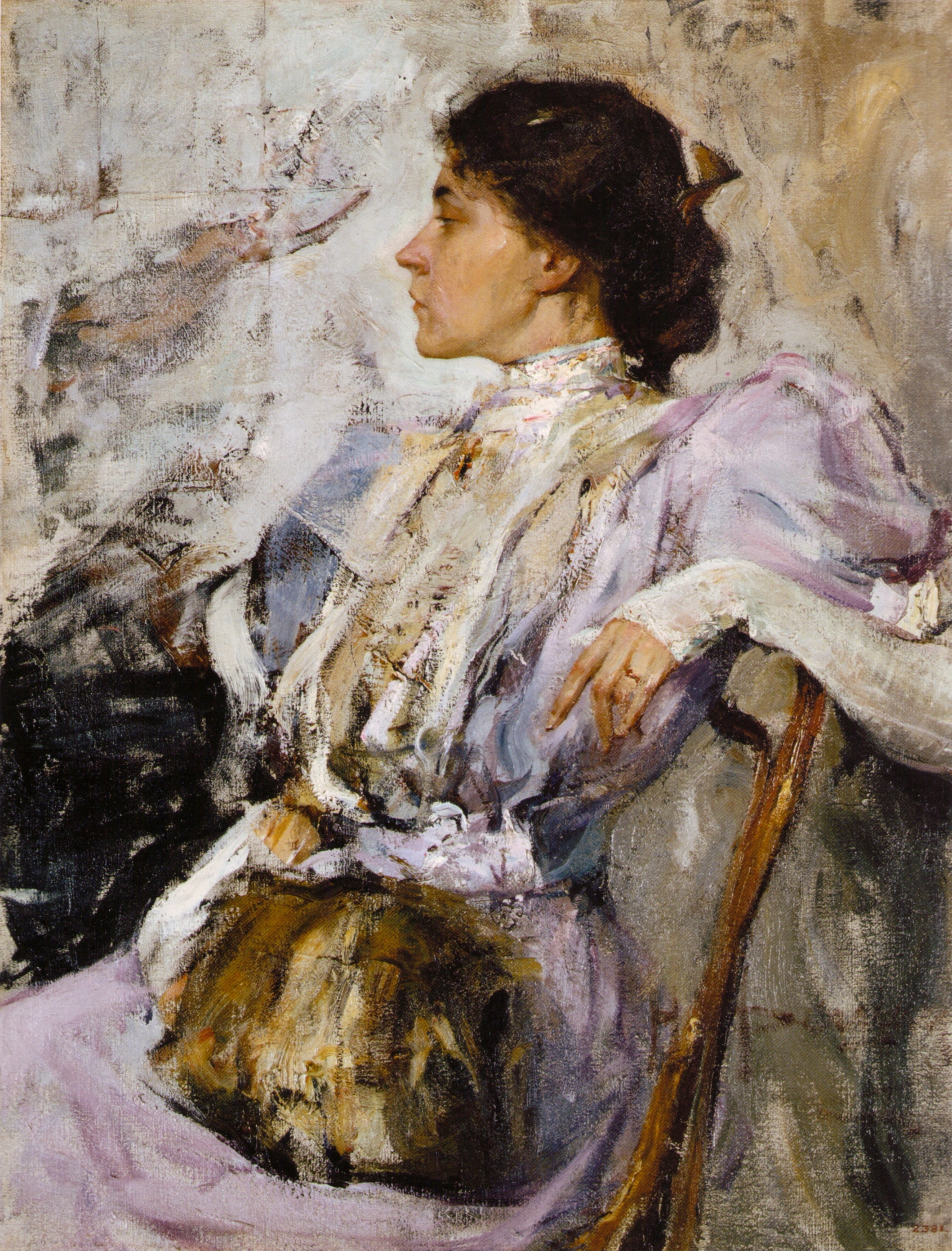
«Дама в лиловом» (1908). Санкт-Петербург, Государственный Русский музей

Программной для Фешина оказалась картина «Дама в лиловом». Имя женщины, послужившей моделью для этого портрета, неизвестно. Для этюда был использован записанный холст, красочный слой которого просвечивал сквозь фон фешинского портрета, усложняя цветовую гамму полотна. Для художника была особенно важна индивидуальность модели, из-за чего лицо передано почти фотографически, всё второстепенное принимает вид полуабстрактного пространства. Эта картина была удостоена малой золотой медали на международной выставке в Мюнхене, как писал Фешин, — неожиданно для него, поскольку была учебной работой.
1909 год был для Фешина последним в Академии. Этот момент совпал с кризисом в Казанской художественной школе. Императорская Академия художеств потребовала от Казанской школы повысить качество обучения, ещё в 1908 году её заведующий Г. А. Медведев пригласил Фешина преподавателем с полным окладом и казённой мастерской в новом здании школы. С 1 ноября 1909 года Фешин был утверждён штатным преподавателем Казанской художественной школы по классу живописи и рисунка.
Конкурсной работой Фешина стала «Капустница», имеющая много параллелей с «Черемисской свадьбой». Он писал её в Казани. Художником вновь был избран сюжет из деревенской жизни — засол капусты на зиму на Воздвиженье. Сюжет давал возможность выразить сплетение радостного и унылого, здорового и убогого и т. д. Фешин провёл большую подготовительную работу в деревне Пушкарка под Арзамасом, сохранились два варианта эскиза композиции картины.
Николай Иванович Фешин окончил Академию с наградой, которая давала возможность совершить заграничную поездку (постановление о присуждении ему звания художника вышло 30 октября 1909 года). Весной 1910 года Фешин впервые в жизни покинул Россию, посетив Берлин, Мюнхен, Верону, Венецию, Милан, Падую, Флоренцию, Рим, Неаполь, Вену. Путешествие закончилось в Париже. В поездке его сопровождала Надежда Михайловна Сапожникова (1877—1942), представительница казанской купеческой династии, художница-любитель. Он описал своё путешествие так: 

…Я не писал, поскольку слишком много надо было увидеть, и у меня не было желания работать. В конце концов я приехал в Париж с намерением остаться здесь учиться. Однако я обнаружил, что просто не в состоянии учиться у кого-либо ещё, насколько устал я от учёбы за 13 долгих лет. Насмотревшись всего до головокружения… я начал ощущать желание вернуться к работе в более привычных для меня условиях. Так я вернулся в Россию.

### Казань (1910—1916)

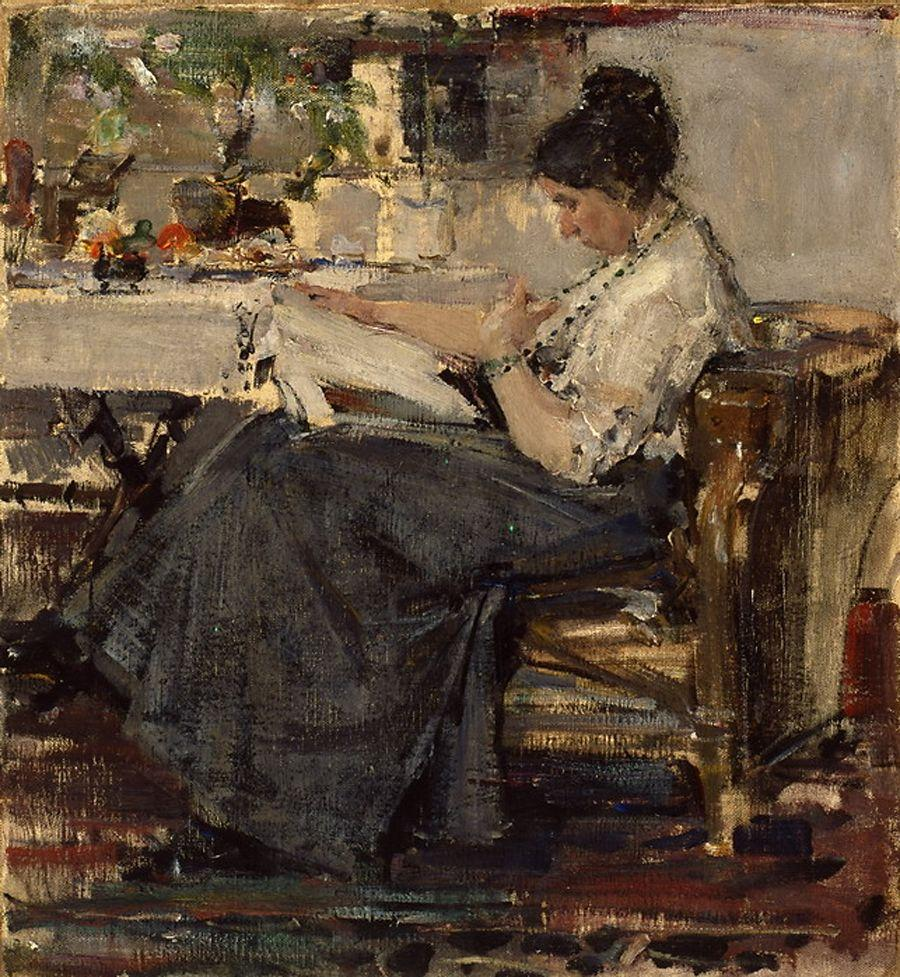
Портрет Н. М. Сапожниковой (1915). Этюд. Казань, Национальная художественная галерея «Хазинэ»

Обосновавшись в Казани, Фешин поселился прямо в своей мастерской в здании художественной школы. По воспоминаниям, Фешин-педагог предпочитал метод наглядного показа, работая в мастерской вместе со своими студентами. В основе своей это была репинская система: Фешин никогда не теоретизировал, объяснял всё очень кратко, а если ученик не понимал, то брал уголь, карандаш или кисть и сам всё показывал. Он никогда не правил студенческих работ, уважая всякую индивидуальность (воспоминания Г. А. Мелентьева). Одной из первых учениц Фешина в Казани стала Надежда Михайловна Сапожникова, знакомая с ним ещё с 1908 года. После того как Фешин закончил пенсионерскую поездку в Париж, она задержалась там до 1912 года, работая в мастерских Вити и Ван Донгена. После возвращения Н. М. Сапожникова основала собственную мастерскую в Казани (в Петропавловском переулке, ныне — ул. Рахматуллина), преподавала в художественной школе, у неё постоянно собирались художники — преподаватели и студенты. Дружеские отношения между ними поддерживались до отъезда Н. И. Фешина за рубеж. Н. М. Сапожникова была и первым меценатом Фешина: в её коллекции находились 11 его произведений, в том числе пять портретов, иногда написанных в её мастерской.
В школе возникли дружеские отношения Фешина с художником Павлом Беньковым и поэтом Павлом Радимовым, который преподавал в школе историю искусства. Общался с ним и П. Дульский, впоследствии написавший первое исследование о Фешине. С 1909 года работы Фешина регулярно участвовали в зарубежных выставках, в том числе трижды на международной выставке в Мюнхене, пятикратно на выставках Института Карнеги (Питтсбург), а также на выставках в Нью-Йорке, Риме, Амстердаме, Венеции, Сан-Франциско и др. В октябре 1913 года постановлением Попечительского совета художественной школы Фешин был представлен к награждению орденом св. Станислава III степени. Для переписки с заграницей Фешину, который не знал ни одного языка, требовался помощник-секретарь. Ею стала Александра Николаевна Бе́лькович (1892—1983) — дочь первого директора художественной школы Н. Н. Бельковича, ученица Фешина. В 1913 году они вступили в брак, невесте был 21 год, а жениху — 32 года. В 1914 году родилась их единственная дочь — Ия. Фешин вспоминал, что обязанности в искусстве и семье на первых порах казались ему несовместимыми.

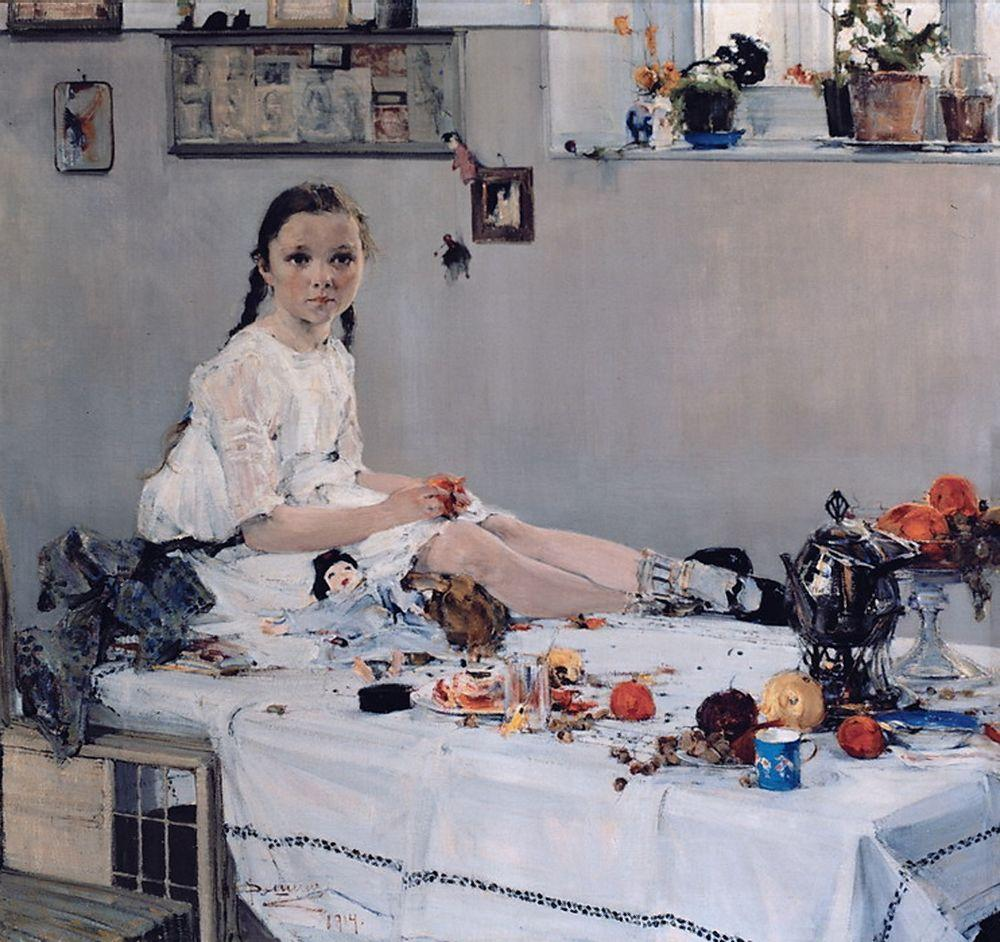
Портрет Вари Адоратской (1914). Казань, Национальная художественная галерея «Хазинэ»

С момента переезда в Казань в творчестве Фешина исключительное место занимает живописный портрет. Он писал портреты преимущественно лиц знакомых — жены и дочери, студентов и студенток художественной школы, друзей. Заказные портреты в этот период редки, и всегда их заказчиками были представители интеллигенции и артистической среды. Своеобразным фокусом творчества Фешина казанского периода был портрет Вари Адоратской, написанный в 1914 году. Уже при первых экспозициях портрет сравнивали с «Девочкой с персиками» В. А. Серова. Фешин использовал довольно экстравагантный композиционный приём, поместив девочку в область натюрморта, изображённого на переднем плане. Фигура девочки при этом смещена от центральной оси, композиция асимметрична, но лицо помещено в оптически активную часть холста. Портрет Вари Адоратской — одно из самых гармоничных созданий Фешина.

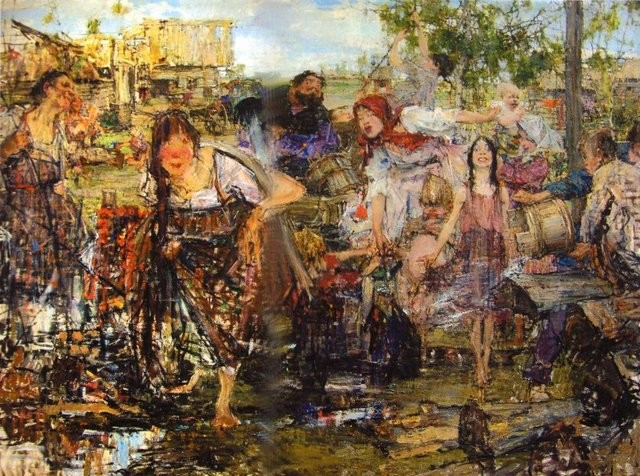
«Обливание» (1911—1914). Казань, Национальная художественная галерея «Хазинэ»

Между 1910—1914 годами Фешин создал много эскизов жанровых композиций, например, «Неудачная шутка», «Деревня», «Хоровод» и другие, но ни один из сюжетов не получил развития. В 1911 году Фешин приступил к созданию большого полотна «Обливание». Работа велась в селе Надеждино Лаишевского уезда — имении бывшего директора школы Н. Н. Бельковича, где постоянно гостили художники. Сюжет был взят из народной — ещё полуязыческой — традиции, в которой христианское очищение от грехов водой соединялось с ритуалами зазывания дождя. Художник поставил перед собой задачу найти пластический приём письма для передачи ощущения от действа. Смазанность и исчёрканность штрихами объясняется тем, что Фешин не завершил картину, однако незавершённость, по Г. П. Тулузаковой, не вполне случайна. Фешин стремился передать взвинченное эмоциональное состояние персонажей, когда в тёплый летний день они обливаются колодезной водой. Лица персонажей второго плана вылеплены чётко, в то время как фигура женщины на переднем плане размыта, особенно её лицо и руки.
Характерной особенностью искусства модерна является художественный универсализм. Интерес Фешина к архитектуре и проективность его мышления закладывались в детстве, когда он создавал чертежи иконостасов; в Академии художеств был и обязательный курс архитектуры. Любовь к дереву и навыки резчика также были привиты в мастерской отца. Однако реализовать свои устремления Фешин смог в 1910-е годы, когда оформил резной мебелью свою мастерскую в Казанской художественной школе, а также создал несколько предметов для мастерской Н. М. Сапожниковой. Большей частью они утрачены.
В 1914 году Фешин вошёл в состав художественной комиссии губернского земского кустарно-промышленного музея, а также принял участие в составлении устава художественно-ремесленных учебных мастерских Казанского земства.
Обосновавшись в Казани, художник не порывал и с художественным миром столицы, принимая участие в работе Всероссийского съезда художников в Петербурге, проходившего в 1911—1912 годах. С 1912 года Николай Фешин принимал участие в выставках ТПХВ, в 1916 году он стал действительным членом ТПХВ. Выставлялся он и в «Новом союзе передвижных выставок» (с 1910 года — «Община художников»). 24 октября 1916 года в Академии художеств проходила баллотировка Фешина на звание академика живописи; был подан 21 голос «за» и 14 — «против».

### Годы революции и эмиграция (1917—1923)
Связи с заграницей оборвались для Фешина с началом Первой мировой войны. Февральскую революцию Фешин не приветствовал и вообще не испытывал по поводу преобразований большого энтузиазма. В автобиографии он писал: 

Люди, вдохновлённые идеалами, взялись перестраивать страну, торопясь разрушить старое, не имея ни физических сил, ни необходимых знаний для изменения старого ради незнаемого нового…
Уже с зимы 1917 года здание Казанской художественной школы было лишено центрального отопления, Фешину и его студентам приходилось работать в пальто, варежках и валенках. Далее в школе случился пожар, однако мастерскую Фешина удалось эвакуировать. Под впечатлением случившегося Александра Фешина настояла на покупке земли и дома в Васильево, в 30 верстах от Казани. Фешин так описывал в конце жизни события 1918—1919 годов:

Нужно сказать, что я и моя семья меньше других пострадали от жестокостей революции… Некоторые мои ученики неожиданно оказались на ответственных постах в новом правительстве. Один из таких учеников в самый разгар войны побеспокоился обо мне, чтобы меня не трогали, и я был под защитой. Такое внимание было очень ценно, поскольку в это время я жил со своей семьёй в Васильево в лесу, почти рядом с линией фронта. Зимние поездки между Казанью и нашим деревенским домом были по-настоящему опасны. <…> В 1919 году людей безжалостно косили голод и тиф. Мне случалось видеть, как ранним утром от госпиталя напротив школы отъезжали несколько повозок, гружённые голыми, скрюченными телами, небрежно прикрытыми рогожей. В этом году я потерял отца, он умер от тифа. Через несколько месяцев умерла моя мать…
До 1923 года Казанская художественная школа четырежды меняла названия, что отражало перемены в её структуре и принципах преподавания. С 1918 года Казанская школа стала ориентироваться на программные установки Вхутемаса и Вхутеина, во главе этого процесса встал архитектор Ф. П. Гаврилов. Молодое поколение педагогов (К. Чеботарёв, П. Мансуров) строило свою преподавательскую методу в прямой оппозиции к традиционным методам художественного образования, которые отстаивали Н. Фешин, П. Беньков и Н. Сапожникова. В 1919 году Фешин впервые систематизировал свои взгляды на художественную педагогику в составленной им программе. В частности, он писал, что не нужны никакие «искусственные пособия», поскольку начинающий художник должен «черпать форму у себя и у природы». В 1920 году Фешин был избран заведующим учебной частью и председателем художественного совета Казанских государственных свободных художественных мастерских.
С 1918 года Фешин вынужден был писать портреты политических деятелей (в рамках ленинского плана монументальной пропаганды), которые не слишком удачны, поскольку его портретное искусство было зависимо от натурного импульса. Тем не менее, по фотографиям были созданы портреты В. И. Ленина, К. Маркса, Л. Троцкого (утрачен) и А. В. Луначарского. Кроме того, в 1920 году для Центральной высшей восточной музыкальной школы были созданы портреты Л. ван Бетховена, Ф. Листа, М. П. Мусоргского, М. И. Глинки, Н. Паганини, Н. А. Римского-Корсакова и А. Рубинштейна.
В поисках заработка Фешин в начале 1920-х годов обращается к портретной миниатюре. По сообщению П. М. Дульского, в 1920 году Фешин получил заказ от музея кустарной промышленности Селькредпромсоюза, всего было создано 32 миниатюры, из которых сохранились 27 — все в Казани (в том числе 1 в частном собрании). Пять миниатюр были похищены из музея ещё в 1940-е годы.
В революционные годы Фешин обращался также к скульптуре, причём в первую очередь в утилитарных целях — делая объёмные фигурки для расчёта композиции новой картины «Бойня». Были также созданы две портретные скульптуры: портрет отца в рост (утраченный) и голова деревенского дурачка Салаватуллы, которого Фешин также писал несколько раз. Последняя работа показывает достаточно высокий профессиональный уровень Фешина в скульптуре. Менее известны работы Фешина в театре, в частности, выполненные им эскизы декораций к опере Ж. Бизе «Кармен», поставленной в Советском городском театре Казани в сезон 1918/1919 года. Декорации были выполнены в серо-оливковой гамме, художник активно пользовался приёмами станковой живописи. В Васильево Фешин создал около 25 пейзажей, которые хранятся в разных провинциальных музеях.
Последней большеформатной многофигурной картиной Фешина стала «Бойня», законченная в 1919 году. Художник выбрал сюжетом акт убоя скота. По сообщению П. М. Дульского, картина была задумана ещё в 1904 году во время поездки Фешина в Южно-Енисейскую тайгу, где он видел, как в деревнях резали скот прямо на открытом месте. С 1905 года он писал эскизы и этюды, а к самому полотну приступил в 1912 году и работал до самого 1919 года. Фешина интересовал контраст утончённости формальных приёмов и антиэстетизма предмета, поэтому для него был важен яркий эффект разлившейся крови. На картине изображена резка мяса еврейским способом — выпуская кровь из горла. Последние эскизы Фешина 1921 года («Голод», «Восстание в тылу Колчака») по тематике примыкают к «Бойне». Больше к жанровой живописи Фешин не возвращался.
С 1921 года в Казани открыла деятельность Американская администрация помощи (АРА), её сотрудники стали заказывать Фешину свои портреты, за которые художник брал стандартную цену — 250 миллионов советских рублей, что равнялось 50 долларам. Через краевого уполномоченного АРА Д. Уоррена Фешин возобновил переписку с У. Стиммелом. Позднее он вспоминал: 

Я чувствовал, как день ото дня я бесполезно терял мою творческую энергию, поскольку искусство использовалось только в целях пропаганды. <…> Работа потеряла всякий здравый смысл, и многие впадали в невыносимую меланхолию. Так, в ответе мистеру Стиммелу, я сообщил о моём желании уехать в Америку и просил его помочь в получении необходимых бумаг на въезд в США.
В связи с тем, что официально США не признавали правительство большевиков, Фешин мог выехать туда только через Ригу. На согласование и получение необходимых бумаг потребовался год. В сентябре 1922 года в АРХУМАС, как тогда называлась Казанская художественная школа, был устроен прощальный банкет с академиком Фешиным. Однако после переезда семьи Фешина в Москву вновь возникли сложности с оформлением отъезда. Большую помощь в получении необходимых документов в Москве оказали Фешину его бывшие студенты — А. В. Григорьев, бывший тогда членом ГАХН, и П. А. Радимов — первый председатель АХРР. 1 августа 1923 года семья Фешиных прибыла в Нью-Йорк.

### Нью-Йорк и Таос (1923—1934)
Семью Фешиных встретил в Нью-Йорке художник А. Горсон, посланный Стиммелом. Для начала им приискали трёхкомнатную квартиру в Бронксе, вскоре семья переехала в просторную двухэтажную квартиру на 67-ю Западную улицу, близ Центрального парка, где имелась специальная студия для занятий живописью. Фешин стал писать немедленно, придя в особенный восторг от чернокожих людей и попросив нанять для него чёрную модель. Её портрет стал первой американской работой художника.
Одной из первых работ, написанных Фешиным вскоре после приезда в Нью-Йорк, стал «Портрет Джека Хантера» (1923), служащего крупной страховой компании из Питтсбурга и коллекционера живописи, который принимал самое деятельное участие в подготовке переезда Фешина в Америку. Именно Хантеру принадлежала главная роль в получении для семьи Фешина необходимых документов на въезд в США, для чего он обратился за помощью в этом вопросе к Стивену Дж. Портеру, председателю Комитета по иностранным делам. Вскоре после прибытия Фешиных в Нью-Йорк туда приехал и Дж. Хантер, состоялась их первая личная встреча с Н. Фешиным. Последний выразил желание написать портрет Хантера в благодарность за помощь, которую тот оказал в организации переезда семьи в Америку, что и было сделано. С 1923 года портрет хранился в семье коллекционера. С 2017 года картина находится в собрании Русского музея в Петербурге, став первой работой Н. Фешина «американского периода» в собрании музея.
Квартира Фешиных располагалась в квартале, где жили и работали преуспевающие художники. Для Фешина организовали мастер-класс для профессионалов, однако он не знал ни слова по-английски, переводчицей ему служила жена, которая могла говорить только по-французски. Александра Фешина освоила английский язык всего за пять месяцев и первой в семье получила американское гражданство. Организатором мастер-класса был художник Дин Корнуэлл, который считал, что «как преподаватель Фешин скорее излагал философию искусства, чем просто учил технике». Фешин также стал преподавателем нью-йоркской Академии искусств при Grand Central Galleries. Преподавание не заладилось, Фешин говорил, что американцы «довольствуются внешними эффектами, а если я правлю работы, просят их подписать».
Фешин быстро включился в художественную жизнь Нью-Йорка. Уже через несколько месяцев после приезда 18 его работ включили в ежегодную Зимнюю выставку Национальной академии дизайна, на которой Фешин получил приз Томаса Р. Проктора в разряде портретной живописи. В этой выставке участвовали, в частности, Борис Анисфельд, Давид Бурлюк, Лев Бакст, Василий Кандинский. В 1924 году прошла персональная его выставка в Чикаго, на которой были представлены 22 его произведения, Фешин выставлялся также в галерее Восса в Бостоне. В 1925 году прошла выставка Фешина в нью-йоркской Arden Gallery, бо́льшая часть из выставленных там 32 работ была продана.
Портрет занимал доминирующее положение в американском творчестве Фешина. Среди самых знаменитых его работ — портрет Лиллиан Гиш в образе Ромолы — героини Джордж Элиот, а также «Портрет гравера У. Дж. Уоттса». Лиллиан Гиш заказала свой портрет Фешину после посещения выставки в галерее Милча на 5-й авеню, будучи под впечатлением от представленного там портрета Д. Бурлюка. Однако главный круг моделей Фешина составляли жена и дочь, а также русские артисты, эмигрировавшие в США. Стилистически его портреты близки работам казанского периода и варьируют уже наработанные темы.
Тем не менее Фешин продолжал эксперименты. В Нью-Йорке был написан единственный его городской пейзаж — «Улицы Нью-Йорка» (ныне находящийся в частной коллекции). В 1925 году Фешин вернулся к пейзажной живописи на пленэре, когда проводил отпуск в Калифорнии у своего покровителя Дж. Бёрнэма. Посещение Калифорнии не было случайностью: последствием потрясений предшествующих лет стал открывшийся туберкулёз, требовалось подыскать место с более подходящим климатом, чем Восточное побережье. Фешины в 1924—1926 годах объехали несколько южных штатов, но безуспешно. Сосед Фешиных по дому — английский художник Джек Янг-Хантер — посоветовал им Таос, где он периодически бывал. Благодаря рекомендации Янг-Хантера Н. Фешин провёл лето 1926 года в Таосе. Он вспоминал, что когда увидел Таос, понял, что «это другой мир, другое измерение».
В 1926 году Таос был деревней с 650 жителями, лишённой электроэнергии и элементарных удобств. Ещё в 1898 году здесь поселился американский художник Джозеф Генри Шарп, за которым постепенно последовали и другие его коллеги. В 1915 году было основано Общество художников Таоса, чьи участники регулярно экспонировали свои картины на выставках Нью-Йорка, Бостона и Филадельфии. В 1920-е годы художественная колония Таоса насчитывала уже два поколения и стала интернациональной. С 1919 года здесь поселилась знаменитая светская львица и меценат Мэйбл Додж Лухан (1879—1962), которая превратила Таос в «оазис американского модернизма».

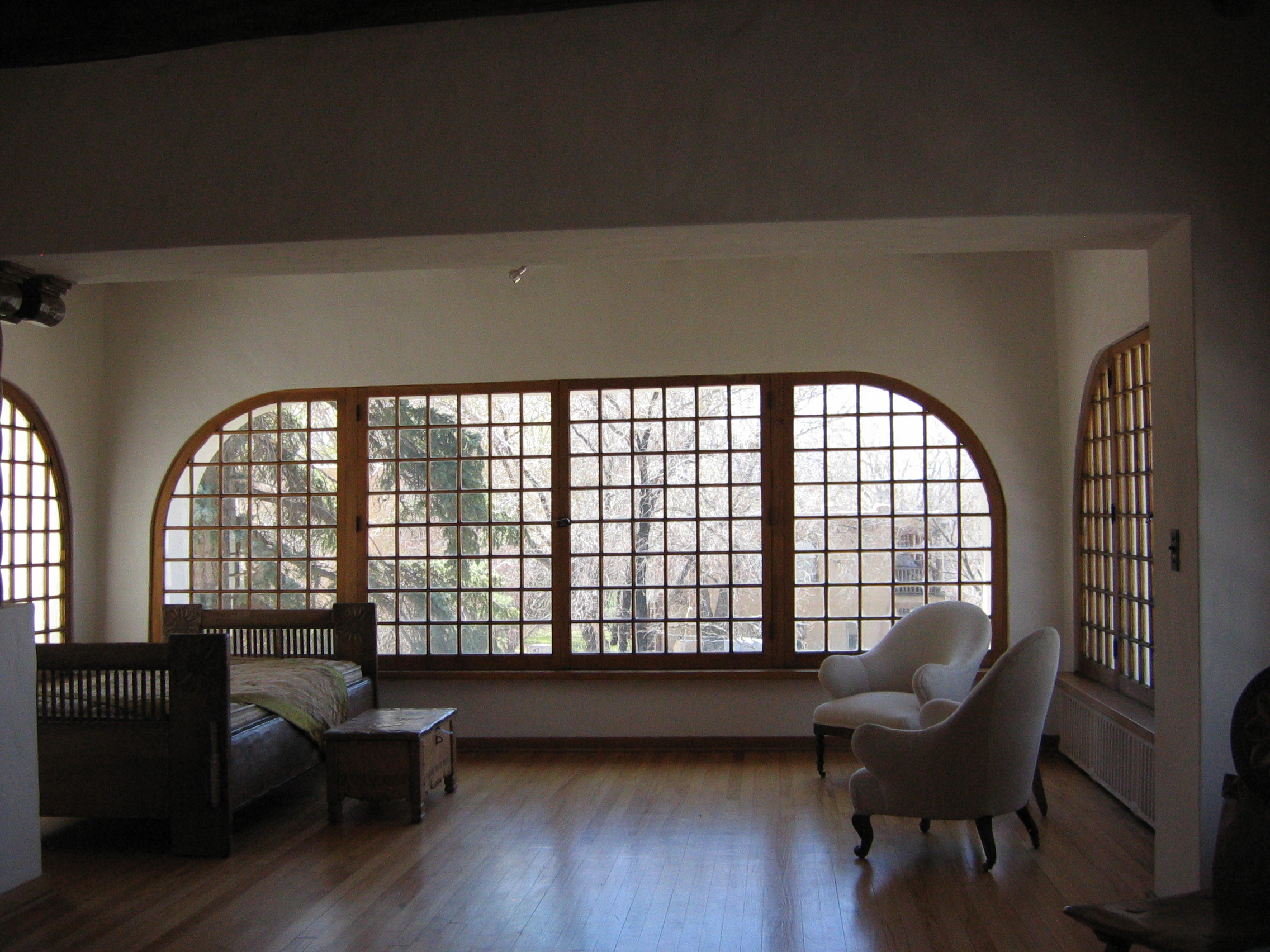
Интерьер комнаты дочери в доме Фешина в Таосе. Фото 2008 года

Летом 1927 года Фешины купили близ Таоса участок земли, где начали постройку дома, которая продолжалась 6 лет — до 1933 года. Его архитектором был сам Фешин, сохранились его карандашные архитектурные наброски. По воспоминаниям дочери Ии, Фешину очень нравились мексиканские дома из глины, визуально как бы «выраставшие» из земли, поэтому дом был построен из белых адобов. Вся обстановка дома, в частности двери (всего их 51), была сделана руками Фешина и украшена «неофольклорной» резьбой собственного исполнения, выдержанной в едином стиле.
В Таосе, помимо живописи и резьбы, Фешин стал активно заниматься керамикой, беря уроки у местной индейской женщины-мастера Марии Мартинес. Расширяется тематика деревянной скульптуры («Иисус», «Пан», «Похищение Европы»), Фешин пытался также переводить в пластику живописные образы М. Врубеля. Большое влияние на Фешина в этой области искусства оказал С. Конёнков; лично они встретились в 1934 году в Нью-Йорке, когда скульптор создал гипсовый бюст Фешина, а живописец — графические портреты Конёнкова и его жены. Гипсовый портрет художника Конёнков привёз в СССР, а в 1963 году по просьбе Изомузея ТАССР перевёл его в мрамор.
Художественная община Таоса приняла Фешина в свои ряды, дочь — Ия — могла получать здесь домашнее образование. До Фешина единственным жителем Таоса, приехавшим из России, был художник Леон Гаспар, с которым Фешины могли говорить по-русски. Именно по его совету Фешин вдвое поднял цену на свои произведения, получив солидную материальную выгоду. В 1931 году Фешин принял американское гражданство, намного позднее, чем его жена, поскольку не знал английского языка.
Главными героями работ Фешина таосского периода становятся индейцы и мексиканцы, которые напоминали художнику о языческих обрядах марийской и русской глубинки в Поволжье. Ия Фешина даже утверждала, что индейцы очень походили на татар. Новая фактура привела к изменению цветового строя полотен художника, Фешин начинает противопоставлять большие цветовые контрасты. Экспрессионистические тенденции в его творчестве проявились именно в работе с цветом, а не в гротескности форм. Фешин продолжал писать портреты, но в таосский период они преимущественно были графическими, моделями по-прежнему служили жена и дочь, а также представители артистического окружения.
В 1934 году в жизни Фешина произошла большая драма: после 20 лет совместной жизни Александра Николаевна потребовала развода. По версии Ии Фешиной, она хотела стать самостоятельной личностью, устав жить в тени мужа, и мечтала стать писательницей. Были претензии и к взрывной и импульсивной натуре самого Фешина. Переписка между Николаем и Александрой Фешиными продолжалась до 1938 года, он несколько раз пытался вернуться в Таос и восстановить их отношения, но А. Фешина отвечала неизменно холодно.
В 1936 году И. Ильф и Е. Петров во время своей поездки по США случайно встретились в Таосе с супругой Фешина, беседу с которой они описали в книге «Одноэтажная Америка»:

Она уехала в двадцать третьем году из Казани. Муж её — художник Фешин, довольно известный в своё время у нас. Он дружил с американцами из «АРА», которые были на Волге, и они устроили ему приглашение в Америку. Он решил остаться здесь навсегда, не возвращаться в Советский Союз. Этому главным образом способствовал успех в делах. Картины продавались, денег появилась куча. Фешин, как истинный русак, жить в большом американском городе не смог, вот и приехали сюда, в Таос. Построили себе дом, замечательный дом. Строили его три лета, и он обошёлся в двадцать тысяч долларов. Строили, строили, а когда дом был готов, — разошлись. Оказалось, что всю жизнь напрасно жили вместе, что они вовсе не подходят друг к другу. Фешин уехал из Таоса, он теперь в Мексико-сити. Дочь учится в Голливуде, в балетной школе. Миссис Фешина осталась в Таосе одна. Денег у неё нет, не хватает даже на то, чтобы отапливать свой великолепный дом.
После разрыва с Фешиным у Александры не осталось средств к существованию. Она была вынуждена снимать дешёвое жильё или ютиться в мастерской, питалась один раз в день в таосском ресторане Kashina Lodge, причём никогда не платила. Владелец ресторана раз в году приезжал к ней домой, забирая в уплату те из работ Фешина, которые ему нравились. Ей удалось опубликовать за собственный счёт в 1937 году единственную книгу — «Шаги в прошлое» («March of the Past») — два рассказа на английском языке о бегстве белых из Казани и собственной жизни в Васильево. Были планы и на вторую книгу, но они так и не осуществились. Умерла Александра Фешина в 1983 году, до конца жизни не расставшись с домом в Таосе. В 1979 году Ия Николаевна Фешина-Брэнхэм добилась включения дома в список национальных исторических памятников США.
Из 32 лет, проведённых в США, в Таосе Фешин прожил менее семи лет, но в американском искусствоведении его прочно связывают с таосской художественной колонией, меньше внимания уделяя нью-йоркскому и калифорнийскому периодам творчества.

### Калифорния (1934—1955)
Дом Фешина в Таосе был записан на имя Александры Николаевны, поскольку при покупке земли в 1927 году, не имея гражданства, он не имел и права на собственность в США. Дочь (ей исполнилось 19 лет) не захотела оставаться с матерью, Николай и Ия Фешины уехали в Нью-Йорк. Великая депрессия не коснулась художника, денег было достаточно, однако отец и дочь были не в состоянии заниматься хозяйством (они даже не умели готовить). Питались они почти исключительно селёдкой и гречкой, которые Фешин покупал на местном рынке, вспомнив, как жил в студенческие годы в России; в результате оба заболели. Несмотря на то, что Фешин снял квартиру со студией и начал работать, его мучила депрессия, картины не продавались. Новым жизненным импульсом стало увлечение Ии Фешиной современными танцами, а также предложение галериста Эрла Стендаля перебраться в Лос-Анджелес. В Калифорнии Фешина ожидал успех: в галерее Стендаля он стал преподавать в художественных классах, причём у него могло одновременно обучаться до 80 человек, в основном — дизайнеры голливудских киностудий.
Работы Фешина стали хорошо продаваться, он смог купить для себя с дочерью большой дом в Голливуде. После того, как дочь вышла замуж, в 1945 году Фешин приобрёл студию с жилыми комнатами на склоне каньона в Санта-Монике. Со временем художник обставил свой дом деревянной мебелью собственной работы и скульптурой, но индейские мотивы в ней совершенно вытеснили русскую основу.
В 1936 году Фешин на полгода поехал в Мехико с учениками — Кэтрин Бенепи, братьями Берроуз и Уильямом Блэком. На него большое впечатление произвели доколумбовы руины Теотиуакана, а в Оахаке он познакомился с Диего Риверой, в общении с которым провёл несколько дней, причём оба «пытались понять английский язык своего визави». В Мексике Фешин чрезвычайно увлёкся фотографией, привезя домой более 300 снимков.
В сентябре 1938 года Фешин собрался в длительное путешествие по Дальнему Востоку. Его сопровождал Милан Руперт, который и был инициатором вояжа. В Китай поехать не удалось, поскольку Госдепартамент рекомендовал американским гражданам воздержаться от посещения этой страны, разочарованные Фешин и Руперт решили взамен поехать на Бали. На Бали Фешин прожил пять месяцев, снял дом и устроил студию, в которой рисовал и писал местных жителей. Из Индонезии художник поехал в Японию, побывав в Токио и Иокогаме. После этого Фешин уже не уезжал из Калифорнии.

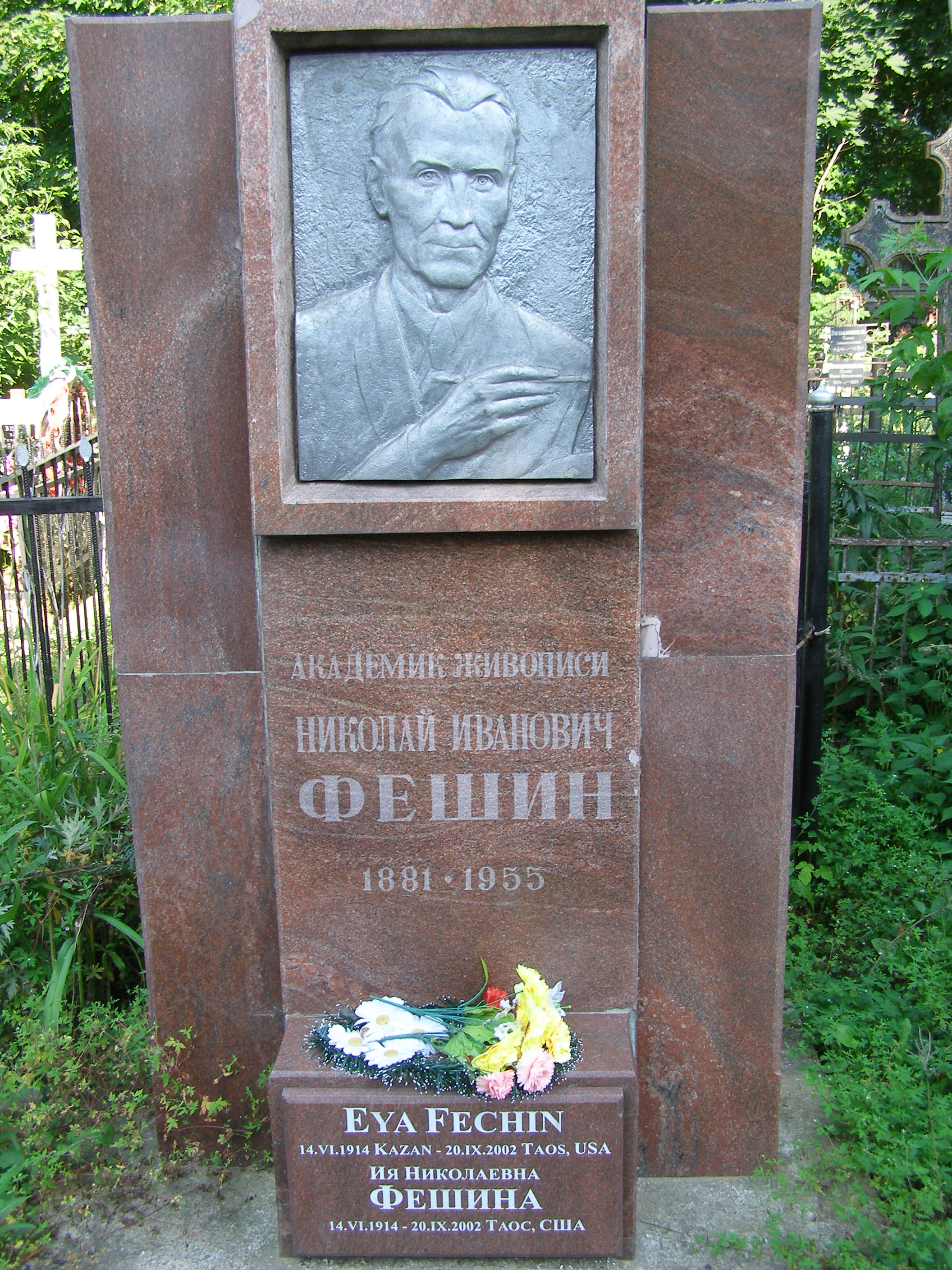
Общее надгробие Николая и Ии Фешиных на в Казани

После начала Второй мировой войны Фешин работал на военное ведомство США, написав портреты генералов Кэннона и Икера, за которые получал почасовую оплату. В Вашингтоне хотели предложить ему большой заказ на портреты действующих военачальников, но художник отказался. В последние годы жизни Фешин писал преимущественно представителей бизнес-сообщества и дам из высшего света. Для себя он воспроизводил таосские мотивы или работал по фотографиям, привезённым из Мексики и Бали. В Калифорнии он в третий раз начинает писать пейзажи, но фактурные изыски начинают играть в них самодовлеющий характер, напоминая полуабстрактные композиции.
В калифорнийский период Фешин много занимался станковым рисунком как самостоятельным видом творчества, не связанным с живописью. На Бали он стал экспериментировать с принципами китайского искусства, а позже копировал графику Гольбейна, пытаясь усвоить точность его рисунков.
Остаток жизни Фешин провёл в одиночестве, переписываясь с дочерью, которая изредка навещала его. В 1953 или 1954 году он написал на русском языке автобиографию, которая публиковалась только по-английски в выдержках; в основном она посвящена событиям жизни в России. Сбережения его закончились, художник жил на нищенские заработки от частных уроков рисования. Николай Иванович Фешин скончался во сне 5 октября 1955 года, не успев закончить пейзажа, над которым работал. В 1976 году при первой же создавшейся возможности Ия Фешина перезахоронила прах отца в Казани, такова была его последняя воля. 2 ноября 2011 года прах Ии Николаевны был захоронен на Арском кладбище в одной могиле с отцом. Перезахоронение было приурочено к открытию обзорной выставки в честь 130-летия художника.

## Судьба наследия
Первая искусствоведческая работа о Н. Фешине была написана и опубликована П. М. Дульским. В очерке Дульского приведён обильный фактический материал, а также перечисляются работы, которые оказались за рубежом или были утрачены. С 1920-х годов имя Фешина встречается в советских изданиях всё реже, но никогда не исчезает совсем. Первая экспозиция работ Фешина в Казани открылась в 1958 году благодаря стараниям Г. А. Могильниковой. В 1963—1965 годах большая ретроспективная выставка Фешина экспонировалась в Казани, Москве, Ленинграде и Кирове, тогда же был издан каталог. Под редакцией Г. А. Могильниковой в 1975 году увидел свет сборник писем, документов и воспоминаний Фешина. В 1992 году в Казани был издан каталог творчества Фешина до 1923 года, включающий также биографические материалы, сводку выставок художника до 1990 года на территории России и прочее. В 2000-е годы исследованием наследия Фешина занимается Галина Петровна Тулузакова (ГМИИ РТ), защитившая о нём диссертацию, издавшая в 2007, 2009 и 2012 годах альбомы-каталоги его творчества, включающие самую подробную на русском языке биографию художника и обстоятельный анализ его творчества и отдельных произведений.
На Западе в 1920-е — 1940-е годы отзывы о Фешине были малочисленными и комплиментарными. Серьёзные исследования появились только в 1960-е годы, когда в Нью-Йорке к большой ретроспективной выставке был подготовлен каталог с воспроизведением 328 работ из коллекции дочери художника — Ии Николаевны Фешиной-Брэнхэм. Наиболее фундаментальной работой о художнике в Америке является книга художницы М. Бэлком, вышедшая в 1975 году. В этой книге его творчество было вписано в рамки европейской традиции, но одновременно констатировалось, что Фешин никак не соотносился с процессами художественной жизни Соединённых Штатов, полностью принадлежал русской культуре. В 2001 году вышла книга Ф. Фенна The Genius of Nicolai Fechin, основанная на записях бесед с Александрой Николаевной Фешиной, здесь же были опубликованы мексиканские фотографии Николая Ивановича.

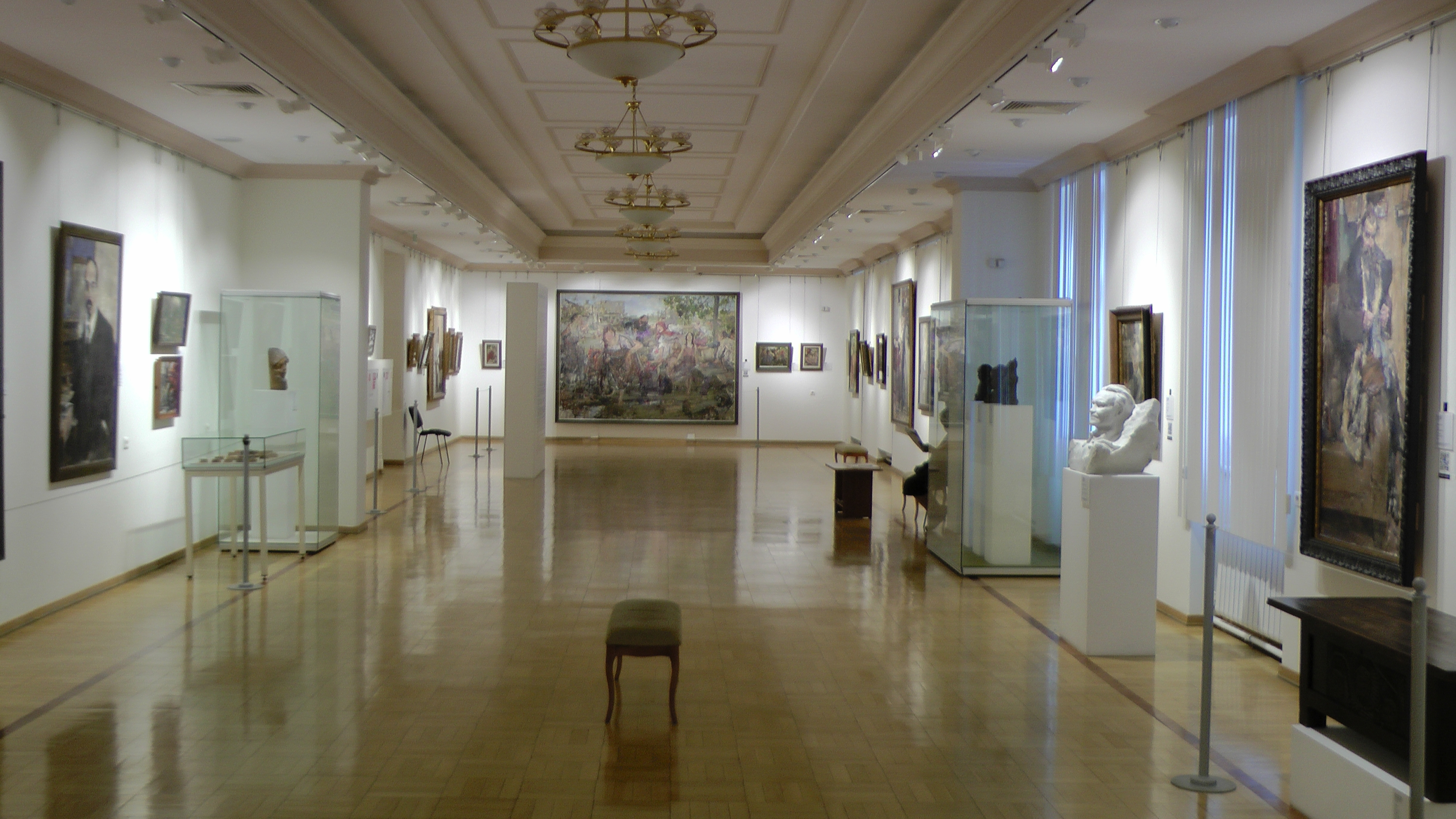
Постоянная экспозиция в зале Николая Фешина Национальной художественной галереи «Хазинэ»

Огромное по объёму наследие Н. Фешина разбросано по всему миру, причём распыление его началось ещё в 1900-е годы, когда выставленные за рубежом работы терялись из виду. Благодаря хлопотам П. М. Дульского музей Татарской республики (ныне Государственный музей изобразительных искусств Республики Татарстан) в 1919 году приобрёл три полотна Фешина — «В бондарной мастерской», «Портрет Тамары Поповой» и «Портрет жены» (украден в 1945 году). Навсегда покидая Россию, Фешин оставил на хранение в музее большемерные полотна «Обливание», «Портрет отца» и «Бойня», а множество набросков и этюдов остались у родственников жены и были приобретены казанским музеем в 1970-е годы стараниями Г. А. Могильниковой. Фешинская коллекция в Казани была пополнена в 1964 году после смерти В. В. Адоратской, а в 1976 году множество произведений были переданы в дар музею И. Н. Фешиной-Брэнхэм. По состоянию на 2005 год, фешинская коллекция ГМИИ РТ (Художественная галерея «Хазинэ» в Казанском Кремле) насчитывала 189 единиц хранения. Представительная коллекция живописных произведений Фешина (портреты, пейзаж) экспонируется в залах Чувашского государственного художественного музея.
В 1983 году, к столетию со дня рождения Фешина, его дочь Ия Николаевна в принадлежащем ей бывшем доме художника в Таосе основала Институт имени Фешина с музеем и образовательным центром. После её смерти в 2003 году дом-музей был передан частному фонду, образуя Таосский художественный музей и дом-музей Фешина.
Большая коллекция собрана в музее Старк в штате Техас — более 60 работ. Полотна Фешина хранятся также в Музее американского искусства при Смитсоновском институте в Вашингтоне, Национальной портретной галерее в Лондоне, музее Фрай в Сиэтле, музее Гарвардского университета. Очень много работ оказалось в частных коллекциях.
Семь картин американского периода Фешина, в том числе «Портрет гравера У. Дж. Уоттса», хранятся в частной коллекции российского мецената и бизнесмена Андрея Филатова. В декабре 2010 года полотно Фешина «Маленький ковбой» было продано на лондонском аукционе за £6,9 млн, что сделало его одним из самых дорогих художников России. Обозреватели сочли эту сделку «парадоксальной».
Полная монографическая выставка Николая Фешина была открыта в Государственном музее изобразительных искусств Республики Татарстан (Национальная художественная галерея «Хазинэ») 3 ноября 2011 года и продолжалась до 15 января 2012 года. Выставка была приурочена к 130-летию художника, на ней была полностью представлена коллекция ГМИИ РТ, экспозиция дополнена произведениями из фондов семи российских, шести американских музеев и частных собраний России, США и Швейцарии. Далее она была перемещена в Государственный Русский музей, где вновь открылась 29 февраля 2012 года.
В ноябре 2017 года картина «Портрет Надежды Сапожниковой» была продана на аукционе Sotheby’s за 3,6 млн фунтов. 24 октября того же года Русскому музею в Петербурге была передана картина Н. Фешина «Портрет Джека Хантера» (1923), конфискованная 3 сентября 2016 года Пулковской таможней при попытке незаконного вывоза.
И в России, и в США Фешин воспринимается неоднозначно. Его могут называть гением и талантом, но могут и оценивать как салонного живописца, который «не знал и не любил русского народа», акцентируя «звероподобные лица мужиков, тупость женских физиономий и до безобразия расплывшиеся фигуры». В США также можно встретить мнение, что в памяти Америки он остался лишь потому, что писал индейцев и тем самым «попал в тему».

## Комментарии
1. ↑  Казанские критики оказались более взвешенными, так в газете «Камско-волжская речь» писали: «…Во всём этом чувствуется больше, чем быт — это кажется широким обобщением всей скорбной жизни, вековечного рабства, тяжёлого труда, вырождения» (Любитель. По поводу выставки картин современного русского искусства (впечатления и мысли) // Камско-волжская речь. — 1909. — 21 июня. — С. 3.)
2. ↑  После смерти Стиммела в 1930 году его коллекция пошла на аукцион. По сообщению М. Бурлюк, «Черемисская свадьба» была продана за 800 долларов, в то время как одна только рама стоила 500. Далее до 1960-х годов картина находилась неизвестно где, пока не была продана на аукционе в Санта-Фе. Покупательница преподнесла картину в дар Национальному ковбойскому центру в Оклахома-Сити (Тулузакова Г. П. Николай Фешин: Альбом. — СПб., 2007. — С. 57.). В ноябре 2011 года в Нью-Йорке на аукционе «Сотбис» «Черемисская свадьба» была продана за 3,3 млн долларов Архивная копия от 26 января 2012 на Wayback Machine, имя покупателя не раскрывалось.
3. ↑  Варвара Владимировна Адоратская Архивная копия от 26 марта 2018 на Wayback Machine (1904—1963) — дочь революционера В. Адоратского, приходилась Н. М. Сапожниковой племянницей (Марина Подольская. Николай Фешин. Казань — Таос — Казань Архивная копия от 14 июля 2014 на Wayback Machine // Наш дом — Татарстан. — 2011. — № 4 (017)).
4. ↑  В 1921 году Центральная высшая восточная музыкальная школа была преобразована в Восточную консерваторию, в 1922 году превращена в музыкальный техникум. С 1945 года существует Казанская государственная консерватория имени Н. Г. Жиганова, где и хранятся перечисленные полотна, за исключением портрета Рубинштейна, местонахождение которого неизвестно (Тулузакова Г. П. Николай Фешин: Альбом. — СПб., 2007. — С. 97—98.).